# Temnosternopsis ochreopictus
Temnosternopsis ochreopictus là một loài bọ cánh cứng trong họ Cerambycidae.